# Abu Said Khan
Abu-Saïd Khan ibn Kotxkunju fou kan uzbek xibànida de Transoxiana (1530-1533), cosí de Muhàmmad Xaibani (1500-1510) i besnet del timúrida Ulugh Beg (1405-1449) per línia femenina.
El seu pare Kotxkunju fou kan del 1510 al 1530 (o més precisament fins als darrers dies del 1529) i durant la seva vida va participar en les campanyes contra els kizilbaixis perses (coneguda com a campanya de Gezdowan o Ghudjuwan (Gijuvan) el 1512, contra els kazakhs (1513, 1516-1517) i al Gran Khorasan el 1524 i 1528; al final del regnat del pare fou designat hereu quan havien mort el dos caps de família, primer el germà de Kutxkunju, Soyuj o Siyunich Kwaja ibn Abi-l-Qayr de Coràsmia i Taixkent, i després Janibeg ibn Kwaja Muhammad (Kwaja o Khoja Muhammad era germà de Kotxkunju).
El seu pare va morir (segons Sultan Muhammad al-Balkhí) el 27 de desembre de 1529 i Abu-Saïd fou proclamat khakan l'1 de gener de 1530. Sembla que els darrers anys del seu pare els afers havien estat dirigits pel seu cosí Abu-l-Ghazi Ubaid Al·là de Bukharà. La gran victòria persa de Jam (25 de setembre de 1529) havia estat encara amb Kotxkunju al tron. Poc després d'això Tahmasp I va nomenar virrei del Gran Khorasan al seu germà Bahram Mirza i es va retirar i llavors els uzbeks van tornar (1530) dirigits com abans per Ubaid Al·là, però ara ja amb Abu-Saïd al tron, que no va donar suport a la iniciativa; Ubaid Al·là es va presentar a Mashad que fou assetjada per dos mesos; llavors va anar a Herat que va assetjar set mesos; Herat va capitular; els xiïtes van patir revenges pels seus actes contra sunnites. L'any següent (1531) va avançar cap a Farra, que va atacar però finalment es va haver de retirar després d'un curt setge quan va saber que els perses anaven cap allí amb moltes forces; Ubaid Al·là era a Herat, i va cridar als amirs uzbeks per ajudar-lo, però Abu-Saïd va refusar anar a combatre al seu costat. Finalment va evacuar Herat i es va retirar fins a Merv.
A meitat del 1532, dirigits també per Ubaid Al·là, els uzbeks van tornar al Khorasan. Ubaid Al·là va marxar a Herat, el seu fill Abd al-Aziz a Mashad, Kamishi-Oghlan (conegut com, el "Noi dels arbusts") a Astarabad i Khankeldi Bahadur a Sabzawar. El país fou assolat durant un any i mig. Es van emetre monedes amb el nom d'Abu-Saïd a Mashad, Sabzawar i Torbat. Ubaid Al·là va assetjar Herat però Abu-Saïd no va enviar tropes i únicament un ataliq encarregat de convèncer els habitants de rendir-se; una gran fam va afectar la ciutat i es van haver menjar aliments podrits i carn de gossos i gats; la ciutat va oferir la rendició a canvi de la retirada a un o dos dies de marxa, perquè la guarnició i els habitants que volguessin poguessin sortir sense ser molestats; però això fou refusat, ja que Ubeidal·là volia que desfilessin davant les seves tendes; per tant el setge va seguir. Mentre Tahmasp va aplanar la revolta a l'Azerbaidjan i va sortir cap a Herat a marxes forçades. Un contingent va derrotar els uzbeks a Astarabad i va matar els presoners; cinc-cents caps foren enviats als assetjants d'Herat. Els uzbeks de Sabzawar es van retirar lluitant cap a Nixapur i després cap a Mashad. Abd al-Aziz va sortir d'aquesta plaça amb 700 homes per anar a ajudar el seu pare a Herat però Ubaid Al·là no es va atrevir a enfrontar als perses (tot i que molt caps uzbeks volien lliurar batalla) i es va retirar cap a Bukharà. Durant dos anys Khorasan va quedar lliure dels atacs uzbeks.
Abu-Saïd va morir el 939 de l'hègira (juliol/agost del 1533) i fou enterrat a la madrassa Čehel Doḵtarān de Samarcanda on encara hi ha la seva tomba. Encara que se sospita que fou enverinat pel seu cosí Abu-l-Ghazi Ubaid Al·là Khan no hi evidencies en aquest sentit. Ubaid Al·là el va succeir.